# Иван Урумов
Иван Киров Урумов е български ботаник, учител и действителен член на БКД.

## Биография
Иван Урумов е роден на 10 май 1856 г. в Ловеч. Произхождат от заможно семейство. Учи в Ловеч, Габрово и класическа гимназия в Писек, Чехия (1873 – 1877). Работи като учител в Ловеч (1877 – 1879). Следва естествени науки във Виена (1879 – 1880). Завършва специалност ботаника в Хайделберг (1883 – 1885), където подготвя, но за съжаление поради материални затруднения не защитава докторска дисертация.
След завръщането си в България е учител в продължение на 40 години в Ловеч, Габрово, Русе и Търново. Училищен инспектор в Ловеч, Плевен и Търново. Автор на първите български учебници по ботаника, зоология и минералогия.

## Научни приноси
Иван Урумов изследва системно българската флора и събира образци от непознати на науката видове и български ендемити. По инициатива на Иван Урумов много български учители събират растения. Някои от тях получават български имена и носят името на Иван Урумов: урумово лале (Tulipa urumoffii Hay) е наречено така от австрийския ботаник Август фон Хайек, на името на неговия откривател. Освен с жълти, то се среща в България и с червени цветове. Други такива растения са урумов лопен (Verbascum urumovii, Stoj. et Acht.), урумов окситропис (Oxytropis urumovii Jav.), урумов кривец (Chondrilla urumoffii), урумов равнец (Achillea urumoffii), урумов карамфил (Dianthus urumoffii).
Основни трудове на Урумов са „Принос към българската флора“ и „Материали по българска народна медицина“.
Урумов е един от основателите на Българското ботаническо дружество през 1923 г. Действителен член Българско книжовно дружество от 1904 г. Председател на Природо-математическия клон на БАН (1924 – 1925).

## Дарителство
Иван Урумов е член на Инициативния научен комитет за написване и напечатване на поредицата „Ловеч и Ловчанско“. Автор е на 17 статии по темите ботаника и история. Първи пише биографиите на Васил Радославов, Иван Драсов и Марин Поплуканов. Дарява 5000 лв. лични средства за издаване на поредицата.
Урумов е почетен член на Ловчанското читалище „Наука“, на което дарява 1200 книги за читалищната библиотека. Дарител е и за: построяване на читалищната сграда, църквата „Св. Богородица“, безплатната ученическа трапезария и Ловчанското културно – благотворително дружество в София.
Награден е през 1936 г. с орден „Свети Александър“ III ст. за принос в българската наука. Улица в Ловеч е наименувана „Академик Иван Урумов“.
Гробът му се намира в парцел 28 на Централните софийски гробища.